# Stereodon halleri
Stereodon halleri là một loài Rêu trong họ Hypnaceae. Loài này được (Sw. ex Hedw.) Brid. mô tả khoa học đầu tiên năm 1827.